# Kyon Ki
Kyon Ki (hindi क्योंकि, urdu کیونکہ, tłumaczenie: „Ponieważ”. tytuł angielski „Kyon Ki – It's Fate”) – bollywoodzki dramat z 2005 roku zainspirowany hollywoodzkim filmem z 1975 roku Lot nad kukułczym gniazdem (z Jackiem Nicholsonem według powieści Kena Keseya). Reżyserem filmu jest Priyadarshan, autor Hera Pheri, Hungama, Hulchul i Chup Chup Ke. W rolach głównych Salman Khan, Kareena Kapoor, Rimi Sen, Jackie Shroff, Om Puri i Sunil Shetty.
Film jest też remakiem Khamoshi (1959) i megahitu tego samego reżysera w języku malajalam „Thalavattom”.

## Motywy filmu indyjskiego
- szpital psychiatryczny * lekarz psychiatra (Bhool Bhulaiyaa) * chory psychicznie (Tere Naam, Madhoshi, Har Dil Jo Pyaar Karega) * przemoc wobec pacjenta * oskarżenie o zabójstwo * relacja braci * elektrowstrząsy * wyrzucenie z pracy * akcenty chrześcijańskie * modlitwa u boku ukochanej (Żona dla zuchwałych, Mujhse Dosti Karoge!) * uskok tuż przed pociągiem (Ghulam, Vaada) * zamiana ról (sądzony sędzią, leczący leczonym – Aks) * ściany pokoju opisane wyznaniami (Darr) * próba samobójstwa poprzez spalenie * druga szansa na miłość (Baabul, Hum Tum, Coś się dzieje) * szybka jazda samochodem * błogosławieństwo * śmierć ukochanej * huśtawka (Parinda, Guru) * prześladujące wspomnienia (Tumko Na Bhool Paayenge) * odzyskiwanie pamięci * latawce (Prosto z serca) * aranżowane małżeństwo * niezgoda rodzica na małżeństwo (Satya, Żona dla zuchwałych, Mohabbatein, Devdas) * zerwane zaręczyny * zabójstwo * osoba w śpiączce na wózku (Anjaam)

## Obsada
- Salman Khan – Anand Sharma
- Kareena Kapoor – dr Tanvi Khurana
- Rimi Sen – Maya
- Jackie Shroff – dr Sunil
- Om Puri – dr Namvar Singh
- Sunil Shetty – Karan
- Sulabha Arya – p. Shobhna Mathur
- Manoj Joshi
- G. Asrani

## Piosenki
Muzykę skomponował Himesh Reshammiya.
- Kyun Ki Itna Pyar
- Dil Keh Raha Hai
- Dil Ke Badle Sanam
- Jhatka Maar
- Kyun Ki Itna Pyar (Female)
- Aa Jee Lein Ik Pal Mein
- Kyun Ki Itna Pyar (2)
- Dil Keh Raha Hai (Remix)
- Kyun Ki Itna Pyar (3)

## Inne informacje
- Salman Khan pierwszy raz gra u Priyadarshana i pierwszy raz w parze z Kareeną Kapoor.
- Rolę Ananda zaproponowano najpierw Shah Rukh Khanowi, gdy nie przyjął jej, Salman Khanowi.